# Kanton Saintes-Ouest
Der Kanton Saintes-Ouest war bis 2015 ein französischer Wahlkreis im Département Charente-Maritime und in der damaligen Region Poitou-Charentes. Sein Hauptort (chef-lieu) war Saintes im Arrondissement Saintes. Die landesweiten Änderungen in der Zusammensetzung der Kantone brachten im März 2015 seine Auflösung. Vertreterin im conseil général des Départements war zuletzt für die Jahre 1998–2015 Isabelle Pichard-Chauche (PS).

## Gemeinden
Der Kanton umfasste acht Gemeinden und einen Teil der Stadt Saintes (angegeben ist die Gesamteinwohnerzahl):
| Gemeinde                  | Einwohner Jahr | Fläche km² | Bevölkerungsdichte | Code INSEE | Postleitzahl |
| ------------------------- | -------------- | ---------- | ------------------ | ---------- | ------------ |
| Chermignac                | 1.269 (2013)   | 13,43      | 94 Einw./km²       | 17102      | 17460        |
| Écurat                    | 488 (2013)     | 10,55      | 46 Einw./km²       | 17148      | 17810        |
| Nieul-lès-Saintes         | 1.138 (2013)   | 20,41      | 56 Einw./km²       | 17262      | 17810        |
| Pessines                  | 772 (2013)     | 9,05       | 85 Einw./km²       | 17275      | 17810        |
| Préguillac                | 458 (2013)     | 6,6        | 69 Einw./km²       | 17289      | 17460        |
| Saint-Georges-des-Coteaux | 2.636 (2013)   | 19,23      | 137 Einw./km²      | 17336      | 17810        |
| Saintes                   | 25.601 (2013)  | –          | – Einw./km²        | 17415      | 17810        |
| Thénac                    | 1.638 (2013)   | 19,17      | 85 Einw./km²       | 17444      | 17460        |
| Varzay                    | 804 (2013)     | 14,04      | 57 Einw./km²       | 17460      | 17460        |